# La Fabuleuse Gilly Hopkins
Pour plus de détails, voir Fiche technique et Distribution.
La Fabuleuse Gilly Hopkins est une comédie dramatique américaine réalisée par Stephen Herek et sortie en 2015. Il s'agit de l'adaptation du roman éponyme de Katherine Paterson.

## Synopsis
Depuis qu’elle a été abandonnée bébé par sa mère, Gilly Hopkins, une jeune fille de 12 ans au caractère irascible, a épuisé une à une toutes ses familles d’accueil. Assistants sociaux, enseignants, camarades de classe, familles d’accueil : Gilly n’a besoin de personne et elle le fait bien savoir. Mais sa rencontre et son recueil par Maime Trotter, une femme chaleureuse et bienveillante, va tout changer pour elle… 

## Fiche technique
- Titre : La Fabuleuse Gilly Hopkins
- Titre original : The Great Gilly Hopkins
- Réalisation : Stephen Herek
- Scénario : David L. Paterson, d'après l'œuvre de Katherine Paterson
- Musique : Mark Isham
- Montage : David Leonard
- Photographie : David M. Dunlap
- Costumes : Meghan Kasperlik
- Décors : Ola Maslik
- Producteur : Brian Kennedy, William Teitler, John Paterson et David Paterson
  - Coproducteur : Matthew Myers et Isabel Teitler
  - Producteur délégué : Eve Schoukroun, William Kay et Peyton Kay
- Production : Arcady Bay Entertainment
- Distribution : Picturehouse Entertainment LLC et Chrysalis Films
- Pays d'origine : États-Unis
- Durée : 99 minutes
- Genre : Comédie dramatique
- Dates de sortie :
  -  Allemagne : 6 octobre 2015
  -  États-Unis : 19 février 2016
  -  France : 24 février 2016

## Distribution
- Sophie Nélisse (VF : Arsinoé Corvez) : Gilly Hopkins
- Kathy Bates (VF : Sylvie Genty) : Maime Trotter
- Glenn Close (VF : Évelyn Séléna) : Nonnie Hopkins
- Bill Cobbs (VF : Olivier Hémon) : M. Randolph
- Octavia Spencer (VF : Pascale Vital) : Miss Harris
- Julia Stiles (VF : Claire Beaudoin) : Courtney Rutherford Hopkins
- Clare Foley (VF : Lucille Boudonnat) : Agnès
- Billy Magnussen : Ellis